# Бронішевиці
Бронішевиці (пол. Broniszewice) — село в Польщі, у гміні Чермін Плешевського повіту Великопольського воєводства.
Населення — 1162 особи (2011).

## Демографія
Демографічна структура станом на 31 березня 2011 року:
|          | Загалом | Допрацездатний вік | Працездатний вік | Постпрацездатний вік |
| -------- | ------- | ------------------ | ---------------- | -------------------- |
| Чоловіки | 580     | 134                | 399              | 47                   |
| Жінки    | 582     | 122                | 347              | 113                  |
| Разом    | 1162    | 256                | 746              | 160                  |